# Stephen Mirrione
Stephen Mirrione, född 1969, är en amerikansk filmklippare.

## Filmografi (i urval)
- 2000 – Traffic
- 2006 – Babel
- 2015 – The Revenant
- 2025 – F1

## Priser och utmärkelser
- Oscar för bästa klippning, för Traffic,  25 mars 2001[3]

[Redigera Wikidata]